# Luftsportverein
Luftsportvereine oder Flugsportvereine (auch Fliegerverein, Fliegerklub) sind in der Regel Interessengemeinschaften zum Thema Luftsport auf Vereinsebene, häufig handelt es sich um eingetragene Vereine.
Sie betreiben meist auf Flugplätzen den Flugsport in den Sportarten Motorflug, Segelflug, Ultraleichtflug, Ballonfahrt oder Fallschirmsprung.
Viele deutsche Luftsportvereine sind in einem Dachverband, dem Deutschen Aero Club (DAEC), organisiert.

## Flugausbildung
Häufig bieten Luftsportvereine eine Ausbildung zum Luftsportgeräteführer oder Luftfahrzeugführer an. Die Aufgabe des Fluglehrers übernehmen dabei in vielen Luftsportarten speziell geschulte Mitglieder des Vereins in ehrenamtlicher Arbeit. Die Ausbildung in Vereinen stellt deshalb eine kostengünstigere Alternative zur Ausbildung in kommerziellen Flugschulen dar. Dafür muss bei der Ausbildung in Luftsportvereinen in der Regel mit einer längeren Ausbildungsdauer gerechnet werden, da die Vereinsaktivitäten meist an das Wochenende gebunden sind. Im Bereich des Segelflugs beträgt die Ausbildungsdauer zum Beispiel ein bis zwei Jahre.

## Fluglehrer
Fluglehrer in Vereinen werden auf Kosten des Vereins zum Fluglehrer in speziellen Lehrgängen ausgebildet.
Voraussetzungen des Landesverbandes für die Teilnahme an einem Lehrgang:
150 Flugstunden nach Erteilung der Lizenz, 250 Starts nach Erteilung der Lizenz, 200 km Streckenflug, eingetragen Windenstart und F-Schlepp Startart, Zustimmung des Vereinsvorstandes.
Auswahlkriterien im Verein:
Gute fliegerische Begabung, fundiertes theoretisches Fachwissen, gute Auffassungsgabe, Verantwortungsbewusstsein, Leistungsbereitschaft und Einsatzwillen, Zuverlässigkeit, Kontaktfähigkeit und Kameradschaftlichkeit, gute sprachliche Ausdrucksfähigkeit, langfristige Verfügbarkeit als Segelfluglehrer.
Auszug aus der LuftPersV
§ 89 (LuftPersV)
(1) Fachliche Voraussetzungen für den Erwerb der Berechtigung, Segelflugzeugführer praktisch auszubilden, sind
1. die Lizenz für Segelflugzeugführer,
2. eine praktische Tätigkeit als Segelflugzeugführer,
3. eine Auswahlprüfung vor einem von der zuständigen Stelle beauftragten Prüfer vor Beginn der Ausbildung nach Nummer 4,
4. die Teilnahme an einem amtlich anerkannten Ausbildungslehrgang; der Ausbildungslehrgang muss einen zusammenhängenden Abschnitt von mindestens zwei Wochen Dauer enthalten und innerhalb von sechs Monaten abgeschlossen sein, und
5. eine an den Ausbildungslehrgang anschließende Ausbildungstätigkeit unter der Aufsicht eines hierfür anerkannten Fluglehrers.
(2) Die praktische Tätigkeit nach Absatz 1 Nr. 2 muss vor Beginn des Lehrgangs nach Absatz 1 Nr. 4 eine Flugzeit von 150 Stunden und 250 Starts sowie einen Streckenflug von 200 Kilometer als verantwortlicher Segelflugzeugführer nach Erteilung der Lizenz umfassen.
(3) Der Bewerber hat in einer praktischen und theoretischen Prüfung nachzuweisen, dass er nach seinem praktischen Können und seinem fachlichen Wissen die an einen Fluglehrer zur Ausbildung von Segelflugzeugführern zu stellenden Anforderungen erfüllt.
Berechtigung zur praktischen Ausbildung von Segelflugzeugführern.